# 어려운 부탁
어려운 부탁(Request)은 한국에서 제작된 김기현 감독의 2006년 영화이다. 김병철 등이 주연으로 출연하였고 안성용 등이 제작에 참여하였다.

## 출연

### 주연
- 김병철
- 유동숙

## 제작진
- 프로듀서: 안성용
- 조명: 최광진
- 조연출: 한용희
- 녹음: 노근호
- 사운드: 송영호
- 미술: 김기현